# Seqesāy
Seqesāy (persiska: سِقِهسای, سقسای, Seqehsāy) är en ort i Iran.   Den ligger i provinsen Östazarbaijan, i den nordvästra delen av landet, 500 km nordväst om huvudstaden Teheran. Seqesāy ligger 650 meter över havet och antalet invånare är 122.
Terrängen runt Seqesāy är kuperad. Runt Seqesāy är det ganska glesbefolkat, med 42 invånare per kvadratkilometer. Närmaste större samhälle är Abīsh Aḩmad, 19,5 km öster om Seqesāy. Trakten runt Seqesāy består till största delen av jordbruksmark.